# Nasr ibn Saiyār
Nasr ibn Saiyār (arabisch نصر بن سيار, DMG Naṣr b. Saiyār, * 663; † 748) war ein arabischer Statthalter in Chorassan.
Nasr nahm schon früh an den Feldzügen der Muslime in Zentralasien/Transoxanien teil. Unter dem Kalifen Hischam wurde er zum Statthalter von Chorassan ernannt und eroberte endgültig Sogdien mit Samarkand und Taschkent. Allerdings führte der Konflikt zwischen Nord- und Südarabern, der das Ende der Umayyadenzeit prägte, auch zu Spannungen in den Truppen, die Nasr unterstellt waren. 
Da er wegen der Machtkämpfe unter den Umayyaden in Syrien keine Unterstützung durch die Kalifen erhielt, verlor er zunehmend die Kontrolle über die Provinz. Dadurch konnte die Propaganda der Abbasiden im Ostiran großen Einfluss erringen. Als es deshalb 747 unter Abu Muslim zum Aufstand in Merw kam, musste er sich aus Chorasan zurückziehen, wobei er den Tod fand.